# Кокот (Свентокшиське воєводство)
Кокот (пол. Kokot) — село в Польщі, у гміні Кіє Піньчовського повіту Свентокшиського воєводства.
Населення — 212 осіб (2011).
У 1975—1998 роках село належало до Келецького воєводства.

## Демографія
Демографічна структура на день 31 березня 2011 року:
|          | Загалом | Допрацездатний вік | Працездатний вік | Постпрацездатний вік |
| -------- | ------- | ------------------ | ---------------- | -------------------- |
| Чоловіки | 105     | 21                 | 69               | 15                   |
| Жінки    | 107     | 20                 | 56               | 31                   |
| Разом    | 212     | 41                 | 125              | 46                   |